# Jean de Mansencal

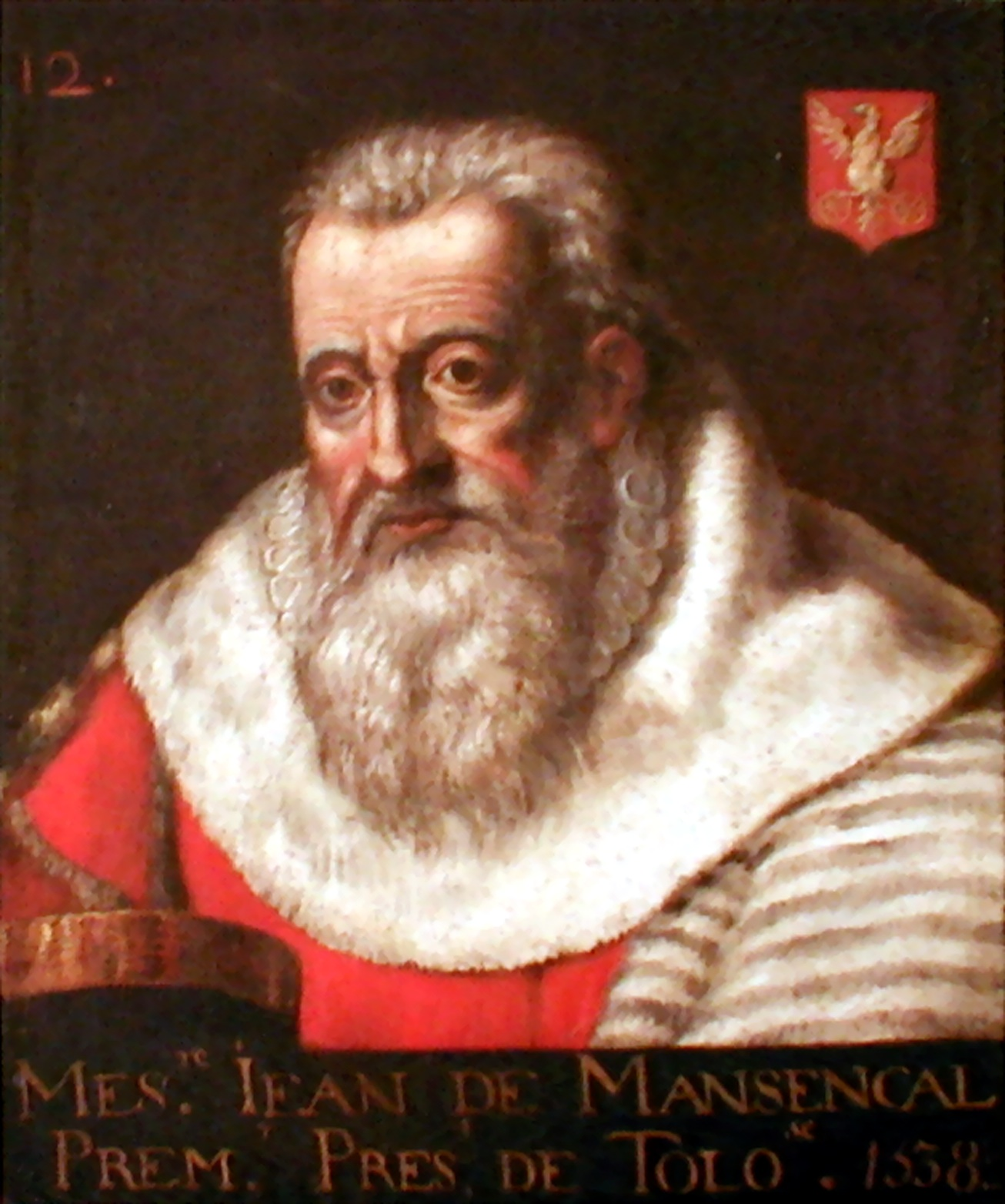
O retrato de Jean de Mansencal adorna hoje o golden room do tribunal de recurso de Toulouse.

## Geral
O filho de um Tenente do Rei, ele nasceu em Bazas no final do século XV . Ele morreu em 28 de outubro de 1562.

## O seu papel no Parlamento de Toulouse
Jean de Mansencal tornou-se conselheiro do Parlamento de Toulouse, em 6 de março de 1521.
Em 16 de novembro de 1537, foi nomeado Presidente do Parlamento.
Em 7 de março de 1539, foi nomeado Primeiro Presidente do Parlamento.

## O seu brasão de armas
D'argent uma águia de sable, de asas estendidas, carregada com três cruzes de prata, colocadas uma em cada asa e uma no estômago, estufas, apoiadas sobre duas rodas gules colocados em cada estufa.
(Armadura". 1696, 441.)

### O dilema
Uma escultura do brasão de armas de Mansencal pode ser encontrado na igreja de Grépiac.
É representado de forma diferente.
Uma polêmica envolve a descrição do brasão de armas, entre a versão de Grépiac, e a versão que está no retrato de Jean de Mansencal (que foi pintado de 200 anos após a morte da modelo...).

### A seguir está a descrição do brasão de armas
O Mansencal, são originários de Bazas, onde eles tinham uma parte da nobreza, foram estabelecidos no D. de Toulouse, no início do Predefinição:S- e a possuíram os Senhores Venerque e Miramont. Esta família deu ao parlamento do conselho geral, conselheiros e um presidente famoso por sua piedade e por seu luzes. Este era em seu favor que o rei Henrique II ordenou que o primeiro-presidentes do parlamento de Toulouse iria desfrutar os mesmos favores e privilégios, como o primeiro presidente do parlamento de Paris. (Lafaille, a Nobreza do capitouls, 167 ; Raynal, 339 ; Biogr. Toul., II, 14.)

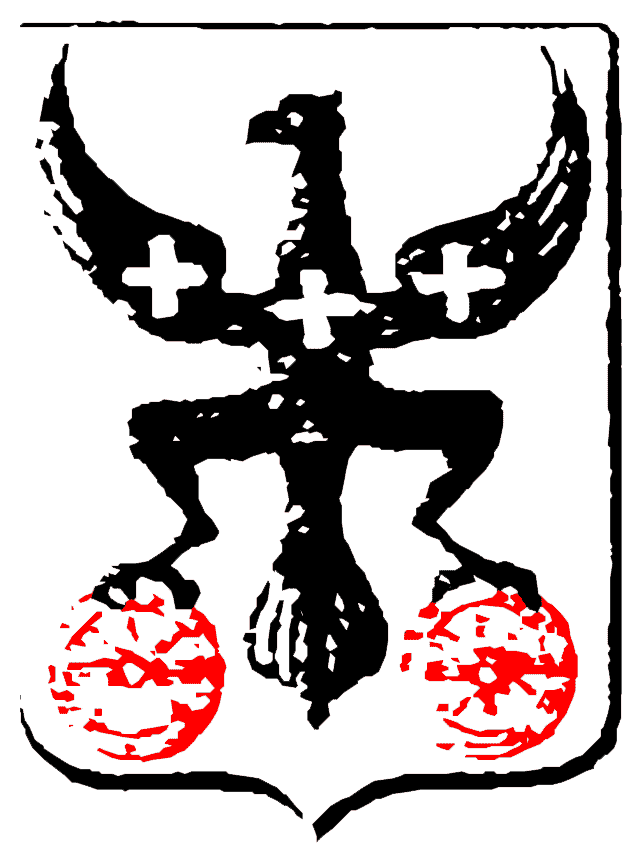
O brasão de armas de Jean de Mansencal (arquivos da cidade de Rieumes).
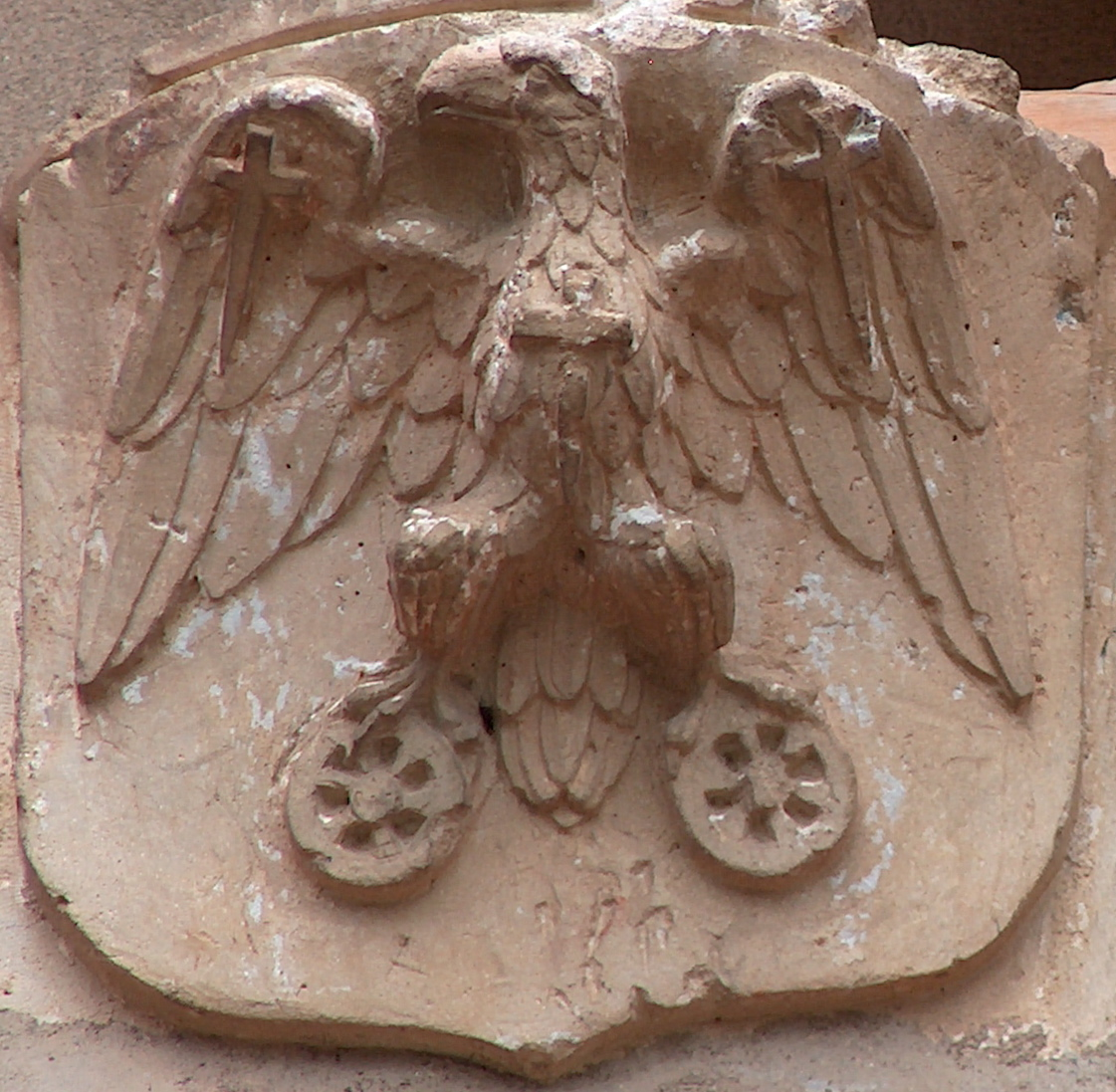
O Brasão de armas de Jean de Mansencal colocado na entrada da igreja de Grépiac. As asas são assentadas sobre esta versão.

## Uma anedota
Encontrado em Visão geral sobre a história de Bazas-das origens à Revolução por John-Roger com Anglade nas edições "Les Amis du Bazadais", 1987
"Se a influência do clero, feudal Bazas tinha preparado, nós dissemos, um papa para a Igreja, na pessoa de Bertrand de Goth, o nosso judiciário local tem formado, por outro lado, um Presidente que mostrou a Toulouse Parlamento, durante a guerra civil do Predefinição:S-. Eu quero falar sobre Jean de Mansencal, nascido em Bazas, o filho de um tenente-civil de nosso Présidial, e morreu em Toulouse, em 1563. Compare Mansencal no candlestick Michel de um Hospital, não seria um excesso de honra para o nosso magistrado bazadais. De forma aleatória, tomar em sua vida, uma anedota, que destaca a independência de seu caráter e o respeito em que ele, cercado de sua alta profissão de fé :
O Príncipe de Condé, nomeado Governador do Languedoc, foi a sua entrada para Toulouse. Mansencal foi convidado a apresentar seu trabalho de casa. Foi afastar-se do costume pelo qual o Governador foi obrigado a antecipar-se o Primeiro Presidente. Mas, no presente caso, o Governador ser um príncipe de sangue, parecia ter o direito de aspectos excepcionais. Mansencal recusou-se a inovar e cortado por trás das prerrogativas de seu cargo. O Parlamento e a suíte do Príncipe de negociação, mas sem resultado. Por último, um expediente foi concebido : O Governador e o Primeiro Presidente a sair em cada um dos seus hotéis ao mesmo tempo, com sua escolta, e de reunião em praça pública seria identificar como o de um para o outro : "Senhor, eu estava indo com você." Assim, a disputa foi resolvida, na verdade, ninguém tinha tocado a princípio. O retrato de Mansencal adorna hoje o golden room do tribunal de recurso de Toulouse, mas para Bazas mesmo o seu nome é esquecido."

## A pont neuf de Toulouse
Em 8 de janeiro de 1544, ele colocou a primeira pedra da Pont Neuf, de Toulouse, que será completou 88 anos mais tarde.

## O julgamento do falso Martin Guerre
Jean de Mansencal participou como o Primeiro Presidente do Parlamento de Toulouse, na última sessão do julgamento do Arnaud Duthil (chamado de Almofada), enforcado e depois queimado, em 1560, para ter usurpado a identidade de Martin Guerre.
Isto é particularmente Jean de Mansencal, que chamado Arnaud Duthil, Martin Guerre e sua esposa Bertrande, na véspera da final da frase.